# 维利·苏米塔
维利·苏米塔（荷蘭語：Willy Soemita，1936年3月1日—2022年9月23日） 是印度尼西亚裔苏里南政治家，爪哇人，出生于科默韦讷区。其父亲伊丁·苏米塔是印度尼西亚联合农民党（现印度尼西亚民族联合与团结党）的创始人。维利自1970年后接替其父任该党领袖至今，在苏里南爪哇人中颇具影响，多次担任部长和议员职务，并在1988年至1990年间出任副总理。维利在1977年在农业部长任上因贪污被迫辞职，他曾经两度入狱，其一为土地诈骗，其二在军政府期间被短期监禁。